# Hammon
Hammon és un poble dels Estats Units a l'estat d'Oklahoma. Segons el cens del 2000 tenia 469 habitants.

## Demografia
Segons el cens del 2000, Hammon tenia 469 habitants, 169 habitatges, i 114 famílies. La densitat de població era de 244,7 habitants per km².
Dels 169 habitatges en un 33,7% hi vivien nens de menys de 18 anys, en un 47,3% hi vivien parelles casades, en un 16,6% dones solteres, i en un 32% no eren unitats familiars. En el 29% dels habitatges hi vivien persones soles el 13,6% de les quals corresponia a persones de 65 anys o més que vivien soles. El nombre mitjà de persones vivint en cada habitatge era de 2,78 i el nombre mitjà de persones que vivien en cada família era de 3,49.
Per edats la població es repartia de la següent manera: un 29,9% tenia menys de 18 anys, un 10% entre 18 i 24, un 28,6% entre 25 i 44, un 21,3% de 45 a 60 i un 10,2% 65 anys o més.
L'edat mediana era de 34 anys. Per cada 100 dones de 18 o més anys hi havia 101,8 homes.
La renda mediana per habitatge era de 22.604 $ i la renda mediana per família de 28.036 $. Els homes tenien una renda mediana de 22.250 $ mentre que les dones 20.500 $. La renda per capita de la població era de 10.184 $. Entorn del 31,5% de les famílies i el 34,8% de la població estaven per davall del llindar de pobresa.

## Poblacions més properes
El següent diagrama mostra les poblacions més properes.